# システム工学研究科
システム工学研究科（システムこうがくけんきゅうか）は、人間と自然とが混在した現代社会のシステムに関連した課題に対し多様な対応を成す技術者を育成し、教育研究を行う大学院の研究科である。
日本では、近畿大学大学院、和歌山大学大学院に設置されている。両校ともクラスター制を採用している。

## 和歌山大学大学院
和歌山大学大学院ではシステム工学専攻として、以下のクラスターが開設されている。　
- コミュニケーション科学：コミュニケーション支援、無線ネットワーク、ビッグデータ、情報理論、ソフトウェアエコシステム、防災・減災支援、環境動態解析、景観生態学、都市農村計画、自然保護・再生、地域文化論
- 先進情報処理メカトロニクス：応用情報技術論（ロボティクス、メカトロニクス）システム制御、人工知能、超音波応用計測、実世界情報処理、ロボット・マニピュレーション
- 知能科学：人工知能　情報通信　ロボットビジョン　ヒューマン・コンピュータ・インタラクション／学習支援システム
- デザイン科学：ソフトウェアデザイン、環境デザイン（建築とアーバンデザイン）、社会環境科学（地域まちづくり系）、デザイン工学
- システム知能：聴覚メディア　コンピュータビジョン　コンピュータグラフィックス
- 物理工学：情報フォトニクス　光エレクトロニクス　生体医工学　数理モデル解析　Webマイニング　空間拡張現実感　リポジトリマイニング
- ナノマテリアル：計算先導型有機化学　無機化学・錯体化学　ソフトマテリアル設計　化学計測マテリアルデザイン　生物化学
- ナノテクノロジー：物性工学・光物性・高分子科学　物性理論　電子材料　光機能・ナノ材料　物理化学
- 知的モデリング：環境モデリング　地球化学・環境化学　視覚メディア

## 近畿大学大学院
近畿大学大学院では、理学系の生物化学、工学系の建築都市、機械システム、電子情報システムという4つのクラスターが開設されている。